# Teodoro (patrício e estratego)
Teodoro (em armênio/arménio: Θεόδωρος; romaniz.: Theódoros; em latim: Theodorus) foi um oficial bizantino do século VII. Somente é conhecido por seu selo segundo o qual era patrício e estratego. Alguns acham que talvez pode ser o patrício e conde, mas devido a grande recorrência do título patrício nos sinetes é difícil determinar com exatidão, sendo possível tratar-se de uma pessoa distinta.